# Flik 74J
La Flik 74J (nome ufficiale Jagdflieger-Kompanie 74) era una delle unità aeree dell'Impero austro-ungarico durante la prima guerra mondiale. Fu una formazione di piloti da caccia della k.u.k. Luftfahrtruppen e fu schierata sul fronte italiano.

## Storia

### Prima guerra mondiale
La squadriglia fu creata a Strasshof an der Nordbahn, in Austria, e dopo essersi formata il 23 gennaio 1918, fu diretta al teatro italiano a San Fior di Sopra. Nel giugno del 1918 prese parte all'infruttuosa offensiva della Battaglia del solstizio nella 6ª Armata.
Nel settembre 1918 Roman Schmidt ne divenne il comandante ed il 27 ottobre ottenne la sua sesta e ultima vittoria aerea abbattendo su un Aviatik D.I un bombardiere pesante italiano Caproni Ca.44 della 6ª Squadriglia nella zona di Pergine Valsugana.
Al 15 ottobre successivo la Flik era ancora San Fior di Sopra.
Dopo la guerra, l'intera aviazione austriaca fu liquidata.